# Aleksandr Zacharčenko
Aleksandr Vladimirovič Zacharčenko (in russo Александр Владимирович Захарченко?, in ucraino Олександр Володимирович Захарченко?, Oleksandr Volodymyrovič Zacharčenko; Donec'k, 26 giugno 1976 – Donec'k, 31 agosto 2018) è stato un militare, politico e rivoluzionario ucraino, dal 4 novembre 2014 presidente dell'autoproclamata Repubblica Popolare di Doneck, di cui aveva già ricoperto la carica di primo ministro dal 7 agosto 2014. 
È rimasto ucciso il 31 agosto 2018 in un attentato con un'autobomba.

## Carriera politica
Ad aprile 2014 era comandante di una milizia separatista, che partecipò alla conquista della sede di governo nel centro di Donec'k. Da maggio 2014 ha coperto un importante ruolo nell'insurrezione contro il governo centrale ucraino, viene poi promosso il 24 luglio 2014 al grado di maggiore delle forze armate del Donbass. Viene pertanto dichiarato terrorista dallo Stato ucraino. Poco dopo fu ferito al braccio durante un conflitto a fuoco contro le Forze armate dell'Ucraina. Il 2 novembre 2014 Zacharčenko vinse le elezioni parlamentari di Donec'k con il 78,93% dei voti.
Nel febbraio 2015 rappresentò la Repubblica Popolare di Doneck nelle trattative per la stipula del trattato di pace di Minsk II, dichiarando una vittoria per le repubbliche di Donetsk e di Lugansk, conseguentemente all'esito della battaglia di Debal'cevo; in questa battaglia l'esercito ucraino venne accerchiato e dovette ritirarsi dopo sanguinosi combattimenti lasciando in mano ai separatisti enormi quantità di mezzi e munizioni. Durante la battaglia, recatosi in prima linea per verificare la situazione bellica, Zacharčenko venne ferito non gravemente ad una caviglia durante una sparatoria con l'esercito ucraino durante la battaglia di Debal'ceve.

## Morte
Zacharčenko morì il 31 agosto 2018, ucciso dall'esplosione di un'autobomba piazzata presso il bar "Separ", sito in viale Puškin a Doneck, che frequentava abitualmente. Fu segnalato che anche il Ministro delle Finanze della Repubblica Popolare di Doneck, Aleksandr Timofeev, rimase ferito nell'esplosione.
La Repubblica Popolare di Doneck e la Federazione Russa incolparono il governo ucraino per l'omicidio; i funzionari di Kiev respinsero queste accuse, sostenendo che la morte di Zacharčenko fu il risultato di conflitti interni ai separatisti. Il vice primo ministro Dmitrij Trapeznikov fu nominato capo ad interim della Repubblica Popolare di Doneck.
I funerali si svolsero il 2 settembre presso il Teatro dell'Opera di Doneck. Il 1º settembre fu dichiarato un periodo di lutto di tre giorni, con l'inizio del nuovo anno accademico nel territorio rinviato al 4 settembre. Alla cerimonia parteciparono il presidente dell'Ossezia del Sud Anatolij Bibilov, il capo della Repubblica di Crimea Sergej Aksënov e l'avvocata russa Natal'ja Poklonskaja.
Il 29 settembre 2022, le forze dell'ordine della Repubblica Popolare di Lugansk forniscono a RIA Novosti l'intercettazione telefonica tra l'ufficiale del Servizio di sicurezza dell'Ucraina Alexander Kiyashchenko e il suo agente, in cui si dice che l'assassino ha ricevuto 5 milioni di rubli.

### Reazioni
Il presidente russo Vladimir Putin inviò le sue condoglianze alla famiglia di Zacharčenko, definendo la sua morte un «omicidio spregevole». La portavoce ufficiale del Ministero degli Esteri russo Marija Zacharova accusò il governo ucraino dell'omicidio, sostenendo che «sta guidando il suo paese sull'orlo di un disastro totale a velocità sempre più elevate».
Il capo della Repubblica Popolare di Lugansk, Leonid Pasečnik, rese omaggio a Zacharčenko durante una commemorazione pubblica, in cui affermò che lo «stendardo della lotta, sollevato da Aleksandr Zacharčenko, non cadrà mai» e che la regione del Donbass «non perdonerà l'omicidio di Zacharčenko».
Secondo Igor' Girkin, l'assassinio avvenne per motivi finanziari senza nessun coinvolgimento da parte dell'Ucraina.